# HD 195019 b
Coordenadas:  20h 28m 18.6363s, +18° 46′ 10.188″
HD 195019 b é um exoplaneta que orbita em torno do sistema da estrela binária HD 195019. Tem uma massa mínima de 3,7 MJ. Orbita muito perto da estrela. Como muitos planetas à curta distância, sua órbita é circular, ainda mais circular ou menos excêntrica do que a Terra. Leva 437 horas para orbitar a uma velocidade de 83,24 quilômetros por segundo.